# محدوده فرکانسی

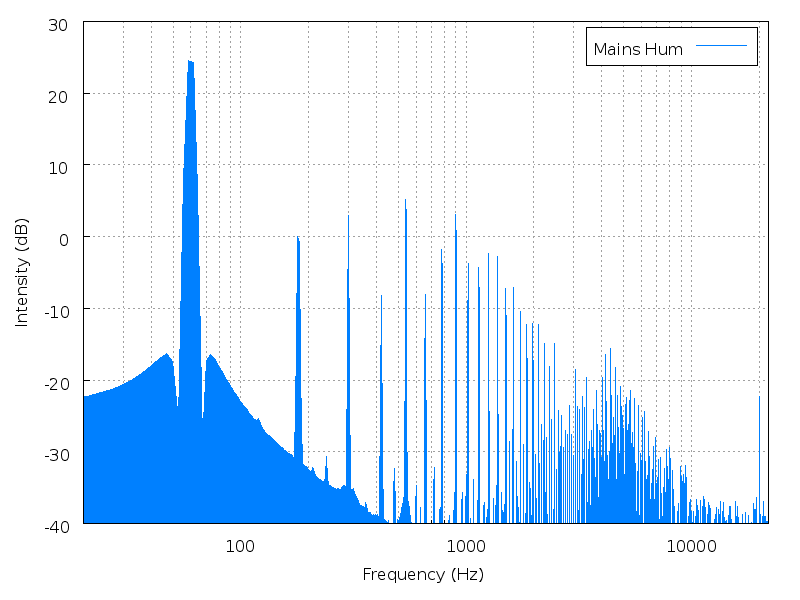
باند فرکانس

محدوده فرکانسی یا باند فرکانسی بازه‌ای از حوزه فرکانس است که با یک فرکانس پایین‌ و یک فرکانس بالا مشخص می‌شود. این اصطلاح می‌تواند به یک باند رادیویی یا بازه‌ای از طیف دیگری اشاره داشته باشد.
محدوده فرکانسی یک سیستم، محدوده‌ای است که در آن محدوده، سیستم عملکرد رضایت‌بخشی را ارائه دهد؛ مانند سطح مفید سیگنال با ویژگی‌های اعوجاج قابل‌قبول. 
در بسیاری از موارد از محدوده فرکانس کاری سیستم ها برای مشخص‌کردن آنها تعیین می شوند. آلات موسیقی طیف های مختلفی از نُت ها را در محدوده شنوایی تولید می کنند. طیف الکترومغناطیسی را می توان به طیف های مختلفی مانند نور مرئی، تابش فروسرخ یا فرابنفش ، امواج رادیویی‌، پرتو ایکس و غیره تقسیم‌کرد و هر یک از این محدوده ها را می توان به نوبه خود به محدوده های کوچک‌تری تقسیم کرد. یک سیگنال ارتباطات رادیویی باید طیفی از فرکانس ها را اشغال‌کند که بیشترین میزان انرژی خود را در آن محدوده حمل می کند و به آن پهنای‌باند می گویند. یک باند فرکانس می تواند نشان دهنده یک کانال ارتباطی باشد یا به چندین کانال تقسیم شود. تخصیص محدوده فرکانس رادیویی به کاربردهای مختلف یکی از عملکردهای اصلی تخصیص طیف رادیویی است.